# Morti nel 1159
| Questa pagina contiene informazioni ricavate automaticamente dalle voci biografiche con l'ausilio del template Bio e di un bot. L'aggiornamento è periodico e automatico e ricostruisce completamente la pagina. Se manca una persona in questa lista, sei pregato di non aggiungerla, ma accertati piuttosto che la sua voce biografica contenga il template Bio e che i dati anagrafici siano correttamente compilati. Se il template Bio manca, inseriscilo tu stesso o, in alternativa, metti l'avviso {{tmp\|Bio}} che ne segnala la mancanza. Se i dati riportati sono sbagliati, correggi direttamente la voce biografica; le modifiche saranno visibili in questa lista entro pochi giorni. Per chiarimenti vedi il progetto biografie. La lista contiene solo le 13 persone che sono citate nell'enciclopedia e per le quali è stato implementato correttamente il template Bio. Pagina aggiornata al 13 gen 2025. |

- 8 marzo - Stefano d'Obazine, monaco cristiano francese (n. 1085)
- 30 maggio - Ladislao II l'Esiliato, duca polacca (n. 1105)
- 6 giugno - Roberto di Newminster, abate e santo britannico
- 3 agosto - Valteno di Melrose, abate e santo scozzese
- 27 agosto - Amedeo di Losanna, santo francese (n. 1110)
- 29 agosto - Berta di Sulzbach, imperatrice bizantina (n. 1110)
- 1º settembre - Papa Adriano IV, papa, cardinale e abate inglese
- 26 settembre - Giovanni Oldrati, presbitero italiano (n. 1100)
- 11 ottobre - Guglielmo I di Boulogne, conte
- Guarnieri II di Lenzburg-Baden, condottiero svevo
- Joscelin II di Edessa, nobile
- Pribislavo di Wagria, sovrano obodrita (n. 1067)
- Roberto di Scone, vescovo cattolico inglese